# VASIMR

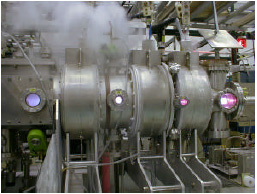
VASIMR test bed

VASIMR (Variable Specific Impulse Magnetoplasma Rocket), är en plasmaraketmotor utvecklad av NASA under ledning av astronauten och plasmafysikern Franklin Chang-Diaz. I motorns första steg hettas vätgas upp med hjälp av radiovågor till en temperatur av cirka 60 000 grader. Gasen övergår då till ett plasma, där de elektroner som normalt sitter bundna i väteatomerna lossnat. Temperaturen är tillräcklig för att förgasa alla material, och därför innesluts plasmat med ett starkt magnetfält som alstras av supraledande magneter längs hela motorns längd.
I nästa steg upphettas plasmat ytterligare av radiovågor, och når en temperatur av över 1 miljon grader. Sedan skickas plasmat ut i rymden i form av en stråle. Den höga temperaturen leder till en hög hastighet på strålen, vilket innebär att en relativt liten mängd materia åtgår för en viss drivkraft, det vill säga hög specifik impuls.
Denna kan vara uppemot hundra gånger större än för kemiska raketmotorer. VASIMR-motorn erbjuder variabel specifik impuls, vilket innebär att den kan sägas ha två växlar: Snabb, för bästa effektivitet, och långsam, för större drivkraft.
Motorn arbetar med elektrisk energi, som på en raket troligen kräver en specialutvecklad kärnreaktor för sin alstring.

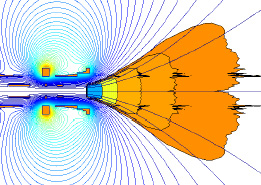
VASIMR diagram

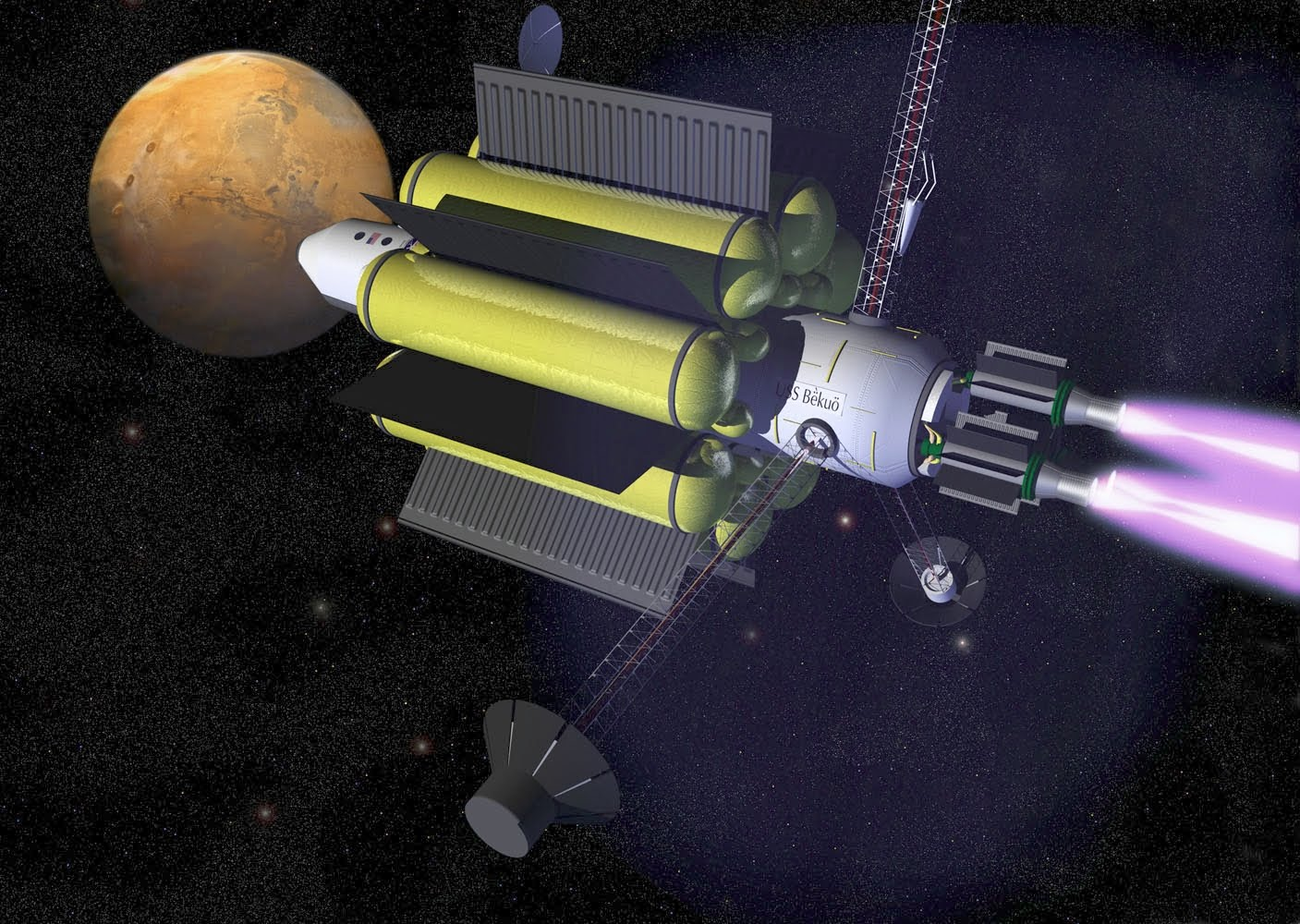
Ett futuristiskt rymdskepp som drivs med en VASIMR.